# حطلة
حطلة قرية سورية تتبع ناحية مركز دير الزور في منطقة دير الزور في محافظة دير الزور. شهدت حطلة مجزرة قتل 60 شيعي يوم 11 يونيو 2013 خلال الحرب الأهلية السورية.